# عدم قابلية التألم
وفق العقيدة اللاهوتية، أحد صفات الله تعالى هي عدم قابلية التألم/التأثر (impassibility)،أي أن الله لا يشعر بالألم أو اللذة أو أي انفعالات ومشاعر من تصرفات كائن آخر.وكثيراً ما يُنظَر إلى هذه العقيدة باعتبارها نتيجة للجوهر الإلهي، الذي هو واجب الوجود، أي أن الله مستقل تماماً عن أي كائن آخر، أي أنه لا يعتمد عليه بأي شكل من الأشكال سببياً. ويبدو أن التأثر (التأثر حرفياً بعاطفة معينة، الوجدان) بحالة أو تصرفات شخص آخر يعني ضمناً الاعتماد السببي.
تصور بعض الأنظمة اللاهوتية الله ككائن يعبر عن العديد من المشاعر (أو كلها). وتصور أنظمة أخرى، وخاصة المسيحية واليهودية والإسلام، الله ككائن لا يعاني من المعاناة. ومع ذلك، كان هناك في المسيحية نزاع قديم حول عدم قابلية الله للتأثر (انظر النسطورية). ومع ذلك، فمن المفهوم في جميع الديانات الإبراهيمية، بما في ذلك المسيحية، أن الله "بدون أهواء/شغف"، لأن الله غير قابل للتغيير (لامتغيرية).

## في اليهودية
يعتقد اليهود أن الله غير قابل للتألم ولا يؤمنون بأن المشيح إلهي، بل هو سياسي.

## في الإسلام
يعتمد الدين الإسلامي على فكرة عدم قابلية الله للتأثر بشكل مطلق، وهي عدم قابلية للتأثر لا يضاهيها إلا التعالي. لا يؤمن الإسلام بالتجسد والشغف والثالوث المقدس والله الآب لأن ذلك يُنظر إليه على أنه هجوم على عدم قابلية الله للتأثر.[بحاجة لمصدر]
على الرغم من أن الحب والرحمة يُنسبان إلى الله، إلا أنه من المؤكد أن الله مختلف تمامًا عن المخلوقات. الرحمن والرحيم، هو أحد الأسماء الأساسية لله في الإسلام، لكن المقصود به أن الله يكون محسنًا تجاه الخلق وليس من حيث تليين القلب. وهذا الأخير يعني تغييرًا نفسيًا، ويتناقض مع التعالي المطلق لله.[بحاجة لمصدر]